# 大理雪兔子
大理雪兔子（学名：Saussurea delavayi）是菊科风毛菊属的植物，是中国的特有植物。分布于中国大陆的云南等地，生长于海拔3,300米至3,600米的地区，常生于山顶与草坡，目前尚未由人工引种栽培。